# Ni Xialian
Ni Xialian (chinesisch 倪 夏蓮 / 倪 夏莲, Pinyin Ní Xiàlián, auch Ni Xia Lian; * 4. Juli 1963 in Shanghai, Volksrepublik China) ist eine früher chinesische und später luxemburgische Tischtennisspielerin. 1983 wurde sie sowohl Mannschafts- als auch Mixed-Weltmeisterin für China, zudem ist sie dreimalige Europameisterin für Luxemburg (zweimal Einzel, einmal Mixed). 2021 wurde sie mit 58 im Einzel älteste Teilnehmerin an olympischen Tischtennisturnieren bis dahin und gewann mit Sarah De Nutte Bronze im Doppel bei der Weltmeisterschaft, ihre insgesamt fünfte. 2024 überbot sie durch die Teilnahme bei den Olympischen Spielen in Paris ihren Altersrekord.

## Werdegang
Bis 1989 spielte Ni Xialian für China. Mit deren Mannschaft gewann sie bei der Weltmeisterschaft 1983 Gold. Mit Guo Yuehua holte sie noch den Titel im Mixed. Bei der WM 1985 wurde sie mit Cao Yanhua Vizeweltmeister im Doppel.
1989 verließ Ni Xialian China und siedelte nach Luxemburg über. In der Saison 1989/90 spielte sie in der 2. Bundesliga bei Bayer 05 Uerdingen, danach trat sie in der obersten Liga von Luxemburg in Herrenmannschaften auf. Ab 1991 vertrat sie Luxemburg international, bei den Weltmeisterschaften 1991, 1993 und 1995 konnte sie ihre früheren Erfolge aber nicht mehr wiederholen. Ab 1996 nahm ihre internationale Aktivität zu, da sie in diesem Jahr erstmals an der Europameisterschaft teilnahm – sie erreichte im Einzel das Viertelfinale – und ab diesem Jahr auch der World Cup und die Pro Tour veranstaltet wurden. Ni gewann 1996 Gold beim Europe TOP-12, erreichte beim World Cup ebenfalls das Viertelfinale und qualifizierte sich für die Pro Tour Grand Finals, bei denen sie in der ersten Runde ausschied. 1997 gewann sie das Europe TOP-12 erneut, kam bei der Weltmeisterschaft ins Achtelfinale und holte im Doppelwettbewerb der Polish Open ihren ersten Pro-Tour-Titel. Bei den Grand Finals erreichte sie das Viertelfinale. Im Jahr darauf konnte sie das Europe TOP-12 zum dritten Mal in Folge gewinnen und sicherte sich außerdem ihren ersten EM-Titel. Ihr Sieg bei den US Open bedeutete ihren ersten und einzigen Pro-Tour-Titelgewinn im Einzel.
1999 konnte Ni bei der Weltmeisterschaft wieder das Achtel- und im Doppel sogar das Viertelfinale erreichen, außerdem qualifizierte sie sich zum vierten und letzten Mal für die Grand Finals, bei denen sie im Einzel ins Viertelfinale kam. Im Jahr darauf wurde sie Vize-Europameisterin im Doppel und nahm zum ersten Mal an den Olympischen Spielen teil, wo sie sowohl im Einzel als auch im Doppel mit ihrer EM-Partnerin Peggy Regenwetter das Achtelfinale erreichte. 2000 wurde sie gemeinsam mit Peggy Regenwetter zur luxemburgischen Mannschaft des Jahres gewählt, ein Jahr darauf erhielt sie die Auszeichnung als Sportlerin des Jahres. 2001 folgten ihr letzter WM-Achtelfinaleinzug, eine Silbermedaille beim Europe TOP-12 sowie der vierte Platz beim World Cup. Bei der EM 2002 konnte sie zwei Goldmedaillen gewinnen, eine im Einzel und eine im Mixed mit Lucjan Błaszczyk. Im Mai 2002 erreichte sie Weltranglistenplatz 8 und damit eine persönliche Bestmarke. In den Jahren danach – 2003 wurde sie 40 Jahre alt – war sie international jedoch weniger aktiv und wurde daher auch zeitweise nicht in der Weltrangliste geführt. 2007 gewann sie dann im Alter von 43 Jahren Silber im Einzel bei der Europameisterschaft 2007, ab 2008 war sie auch wieder bei Weltmeisterschaften aktiv und konnte sich in diesem Jahr zum zweiten Mal für die Olympischen Spiele qualifizieren.
Größere Erfolge blieben in den Jahren danach aus. 2010 fiel sie in der Weltrangliste auf Platz 74 zurück, konnte sich danach aber wieder steigern und Ende 2011 Rang 39 erreichen. 2012 gewann sie Bronze beim Europe TOP-12 und nahm zum dritten Mal an den Olympischen Spielen teil. Im Doppel mit der 20-jährigen Sarah De Nutte erreichte sie im Alter von 50 Jahren das EM-Viertelfinale 2013, mit der luxemburgischen Mannschaft Platz 17 bei der Team-WM 2014. 2015 fanden die ersten Europaspiele statt, bei denen Ni das Achtelfinale erreichte, im Jahr darauf qualifizierte sie sich zum vierten Mal für die Olympischen Spiele, bei denen sie unter die letzten 32 kam, genau wie bei der Weltmeisterschaft im Jahr darauf. 2018 erkämpfte Ni Xialian im Doppel mit Sarah De Nutte EM-Bronze – mit 55 Jahren wurde sie so zur ältesten EM-Medaillengewinnerin – und erreichte im Juli Rang 36 in der Weltrangliste, ihre beste Platzierung seit 2007.
Bei den Europaspielen in Minsk wurde sie Dritte, nachdem sie unter anderem die mehr als 30 Jahre jüngere Nummer 1 in Europa Bernadette Szőcs besiegt hatte. Später verlor sie das Halbfinale gegen die Portugiesin Fu Yu und gewann im Spiel um Platz 3 gegen die Monegassin Yang Xiaoxin. Damit qualifizierte sie sich für die Olympischen Spiele 2020 in Tokio, ihre fünften Olympischen Spiele. Dort verlor sie ihr erstes Spiel mit 3:4 gegen die 41 Jahre jüngere Shin Yubin und schied aus. Beim WTT Contender Novo Mesto zog sie ins Finale ein, nachdem sie unter anderem die Weltranglistenzehnte Wang Yidi geschlagen hatte. Wang Yidi unterlag sie dann bei der wenig später stattfindenden Weltmeisterschaft, bei der sie dafür mit De Nutte Bronze im Doppel gewann, ihre erste WM-Medaille seit 36 Jahren und die erste für Luxemburg seit 1939.
Bei den Olympischen Spielen 2024 in Paris wurde sie im Alter von 61 Jahren zur ältesten Tischtennisspielerin der Geschichte die im Einzel ein Spiel gewann. Sie schlug die Türkin Sibel Altınkaya mit 4:2 (12:10, 11:3, 11:7, 9:11, 10:12 und 11:6) und erreichte somit die Runde der letzten 32 Spielerinnen.

## Spielweise
Ni Xialian ist Linkshänderin und Penholderspielerin. Sie spielt mit einem Schläger, der auf der einen Seite mit kurzen und der anderen Seite mit langen Noppen belegt ist. Während eines Spieles dreht sie den Schläger, wodurch sie für ihre Gegner nur schwer berechenbar ist.

## Privat
Ni Xialian hat drei Geschwister. Sie ist mit dem schwedischen Tischtennisspieler und -trainer Tommy Danielsson verheiratet und hat zwei Kinder (* 1992 (aus erster Ehe) und 2003). Seit dem 19. April 2000 ist sie luxemburgische Staatsbürgerin.

## Turnierergebnisse
| Verband | Veranstaltung               | Jahr | Ort             | Land | Einzel        | Doppel        | Mixed         | Team          |
| ------- | --------------------------- | ---- | --------------- | ---- | ------------- | ------------- | ------------- | ------------- |
| CHN     | Asian Cup                   | 1985 | Singapur        | SIN  | Silber        |               |               |               |
| CHN     | Asian Cup                   | 1984 | New Delhi       | IND  | Silber        |               |               |               |
| LUX     | Europameisterschaft         | 2023 | Malmö           | SWE  |               |               |               | Achtelfinale  |
| LUX     | Europameisterschaft         | 2022 | München         | GER  | Achtelfinale  | Halbfinale    | Achtelfinale  |               |
| LUX     | Europameisterschaft         | 2021 | Cluj-Napoca     | ROU  |               |               |               | Viertelfinale |
| LUX     | Europameisterschaft         | 2020 | Warschau        | POL  | Achtelfinale  | Viertelfinale | letzte 32     |               |
| LUX     | Europameisterschaft         | 2019 | Nantes          | FRA  |               |               |               | 9.–16. Platz  |
| LUX     | Europameisterschaft         | 2018 | Alicante        | ESP  | letzte 64     | Halbfinale    | Achtelfinale  |               |
| LUX     | Europameisterschaft         | 2017 | Luxemburg       | LUX  |               |               |               | 11            |
| LUX     | Europameisterschaft         | 2016 | Budapest        | HUN  | Achtelfinale  | Viertelfinale |               |               |
| LUX     | Europameisterschaft         | 2015 | Jekaterinburg   | RUS  | letzte 32     | Achtelfinale  |               | 13            |
| LUX     | Europameisterschaft         | 2014 | Lissabon        | POR  |               |               |               | 13            |
| LUX     | Europameisterschaft         | 2013 | Schwechat       | AUT  | letzte 64     | Viertelfinale |               | 15            |
| LUX     | Europameisterschaft         | 2011 | Gdańsk-Sopot    | POL  | Achtelfinale  |               |               | 12. Platz     |
| LUX     | Europameisterschaft         | 2010 | Ostrava         | CZE  | Achtelfinale  |               |               |               |
| LUX     | Europameisterschaft         | 2007 | Belgrad         | SRB  | Silber        |               |               |               |
| LUX     | Europameisterschaft         | 2002 | Zagreb          | HRV  | Gold          | Viertelfinale | Gold          |               |
| LUX     | Europameisterschaft         | 2000 | Bremen          | GER  | Viertelfinale | Silber        |               |               |
| LUX     | Europameisterschaft         | 1998 | Eindhoven       | NED  | Gold          |               |               |               |
| LUX     | Europameisterschaft         | 1996 | Bratislava      | SVK  | Viertelfinale |               |               |               |
| LUX     | EURO-TOP16                  | 2025 | Montreux        | SUI  | 19.–22. Platz |               |               |               |
| LUX     | EURO-TOP16                  | 2024 | Montreux        | SUI  | Achtelfinale  |               |               |               |
| LUX     | EURO-TOP16                  | 2023 | Montreux        | SUI  | Viertelfinale |               |               |               |
| LUX     | EURO-TOP16                  | 2022 | Montreux        | SUI  | Viertelfinale |               |               |               |
| LUX     | EURO-TOP16                  | 2021 | Thessaloniki    | GRC  | Achtelfinale  |               |               |               |
| LUX     | EURO-TOP16                  | 2020 | Montreux        | SUI  | Viertelfinale |               |               |               |
| LUX     | EURO-TOP16                  | 2019 | Montreux        | SUI  | Achtelfinale  |               |               |               |
| LUX     | EURO-TOP16                  | 2018 | Montreux        | SUI  | Achtelfinale  |               |               |               |
| LUX     | EURO-TOP16                  | 2016 | Gondomar        | POR  | 9.–12. Platz  |               |               |               |
| LUX     | EURO-TOP12                  | 2012 | Villeurbanne    | FRA  | 3. Platz      |               |               |               |
| LUX     | EURO-TOP12                  | 2009 | Düsseldorf      | GER  | 9. Platz      |               |               |               |
| LUX     | EURO-TOP12                  | 2008 | Frankfurt       | GER  | 5. Platz      |               |               |               |
| LUX     | EURO-TOP12                  | 2007 | Arezzo          | ITA  | 9. Platz      |               |               |               |
| LUX     | EURO-TOP12                  | 2002 | Rotterdam       | NED  | 3. Platz      |               |               |               |
| LUX     | EURO-TOP12                  | 2001 | Wels            | AUT  | Silber        |               |               |               |
| LUX     | EURO-TOP12                  | 2000 | Alassio         | ITA  | 3. Platz      |               |               |               |
| LUX     | EURO-TOP12                  | 1999 | Split           | HRV  | 3. Platz      |               |               |               |
| LUX     | EURO-TOP12                  | 1998 | Halmstad        | SWE  | Gold          |               |               |               |
| LUX     | EURO-TOP12                  | 1997 | Eindhoven       | NED  | Gold          |               |               |               |
| LUX     | EURO-TOP12                  | 1996 | Charleroi       | BEL  | Gold          |               |               |               |
| LUX     | Europaspiele                | 2023 | Krakau          | POL  | letzte 32     |               | Achtelfinale  | 9.–12. Platz  |
| LUX     | Europaspiele                | 2019 | Minsk           | BLR  | 3. Platz      |               | Achtelfinale  | 9.–12. Platz  |
| LUX     | Europaspiele                | 2015 | Baku            | AZE  | Achtelfinale  |               |               | Achtelfinale  |
| LUX     | Olympische Spiele           | 2024 | Paris           | FRA  | letzte 32     |               |               |               |
| LUX     | Olympische Spiele           | 2021 | Tokio           | JPN  | letzte 48     |               |               |               |
| LUX     | Olympische Spiele           | 2016 | Rio de Janeiro  | BRA  | letzte 32     |               |               |               |
| LUX     | Olympische Spiele           | 2012 | London          | ENG  | letzte 64     |               |               |               |
| LUX     | Olympische Spiele           | 2008 | Peking          | CHN  | letzte 32     |               |               |               |
| LUX     | Olympische Spiele           | 2000 | Sydney          | AUS  | Achtelfinale  | Achtelfinale  |               |               |
| LUX     | Grand Smash                 | 2024 | Singapur        | SIN  | letzte 64     | Halbfinale    | Achtelfinale  |               |
| LUX     | Grand Smash                 | 2022 | Singapur        | SIN  | letzte 64     | Halbfinale    |               |               |
| LUX     | Challenge Series            | 2018 | De Haan         | BEL  | Achtelfinale  | Silber        |               |               |
| LUX     | Challenge Series            | 2018 | Zagreb          | CRO  | Halbfinale    |               |               |               |
| LUX     | Challenge Series            | 2018 | Guadalajara     | ESP  | Achtelfinale  | Silber        |               |               |
| LUX     | WTT Series (Star Contender) | 2023 | Ljubljana       | SLO  | letzte 48     | Silber        |               |               |
| LUX     | WTT Series (Contender)      | 2021 | Novo mesto      | SLO  | Silber        |               |               |               |
| LUX     | World Tour                  | 2014 | Lagos           | NGR  | Halbfinale    |               |               |               |
| LUX     | World Tour                  | 2012 | Doha            | QAT  | letzte 32     |               |               |               |
| LUX     | Pro Tour                    | 2011 | Stockholm       | SWE  | letzte 32     |               |               |               |
| LUX     | Pro Tour                    | 2011 | Schwechat       | AUT  | Viertelfinale |               |               |               |
| LUX     | Pro Tour                    | 2011 | Doha            | QAT  | letzte 64     |               |               |               |
| LUX     | Pro Tour                    | 2011 | Sheffield       | ENG  | letzte 64     |               |               |               |
| LUX     | Pro Tour                    | 2011 | Velenje         | SLO  | letzte 32     |               |               |               |
| LUX     | Pro Tour                    | 2010 | Warschau        | POL  | Achtelfinale  | Achtelfinale  |               |               |
| LUX     | Pro Tour                    | 2010 | Budaörs         | HUN  | letzte 32     |               |               |               |
| LUX     | Pro Tour                    | 2010 | Suzhou          | CHN  | letzte 64     |               |               |               |
| LUX     | Pro Tour                    | 2010 | Rabat           | MAR  | Viertelfinale | Halbfinale    |               |               |
| LUX     | Pro Tour                    | 2010 | Kairo           | EGY  | Viertelfinale |               |               |               |
| LUX     | Pro Tour                    | 2010 | Kobe            | JPN  | letzte 32     |               |               |               |
| LUX     | Pro Tour                    | 2008 | Singapur        | SIN  | letzte 32     |               |               |               |
| LUX     | Pro Tour                    | 2008 | Velenje         | SVN  | Viertelfinale |               |               |               |
| LUX     | Pro Tour                    | 2007 | St. Petersburg  | RUS  | letzte 64     |               |               |               |
| LUX     | Pro Tour                    | 2007 | Belo Horizonte  | BRA  | Achtelfinale  | Achtelfinale  |               |               |
| LUX     | Pro Tour                    | 2002 | Eindhoven       | NED  | Achtelfinale  |               |               |               |
| LUX     | Pro Tour                    | 2002 | Wels            | AUT  | letzte 32     | Viertelfinale |               |               |
| LUX     | Pro Tour                    | 2001 | Skövde          | SWE  | Viertelfinale | Viertelfinale |               |               |
| LUX     | Pro Tour                    | 2001 | Rotterdam       | NED  | Achtelfinale  | letzte 32     |               |               |
| LUX     | Pro Tour                    | 2001 | Fort Lauderdale | USA  | Viertelfinale | Achtelfinale  |               |               |
| LUX     | Pro Tour                    | 2001 | Zagreb          | HRV  | Achtelfinale  | Halbfinale    |               |               |
| LUX     | Pro Tour                    | 2001 | Chatham         | ENG  | Achtelfinale  | Viertelfinale |               |               |
| LUX     | Pro Tour                    | 2000 | Farum           | DEN  | letzte 32     | Viertelfinale |               |               |
| LUX     | Pro Tour                    | 2000 | Rio de Janeiro  | BRA  | Achtelfinale  | Viertelfinale |               |               |
| LUX     | Pro Tour                    | 2000 | Fort Lauderdale | USA  | Viertelfinale | Achtelfinale  |               |               |
| LUX     | Pro Tour                    | 1999 | Lievin          | FRA  | Achtelfinale  | Achtelfinale  |               |               |
| LUX     | Pro Tour                    | 1999 | Linz/Wels       | AUT  |               | Rd 1          |               |               |
| LUX     | Pro Tour                    | 1999 | Bremen          | GER  | letzte 32     | Achtelfinale  |               |               |
| LUX     | Pro Tour                    | 1999 | Melbourne       | AUS  | Halbfinale    | Achtelfinale  |               |               |
| LUX     | Pro Tour                    | 1999 | Rio de Janeiro  | BRA  | Viertelfinale | Achtelfinale  |               |               |
| LUX     | Pro Tour                    | 1999 | Hopton-on-Sea   | ENG  | Achtelfinale  | Achtelfinale  |               |               |
| LUX     | Pro Tour                    | 1999 | Doha            | QAT  | Silber        | Achtelfinale  |               |               |
| LUX     | Pro Tour                    | 1998 | Sundsvall       | SWE  | Achtelfinale  | Achtelfinale  |               |               |
| LUX     | Pro Tour                    | 1998 | Courmayeur      | ITA  | Achtelfinale  | Viertelfinale |               |               |
| LUX     | Pro Tour                    | 1998 | Melbourne       | AUS  | Viertelfinale | Viertelfinale |               |               |
| LUX     | Pro Tour                    | 1998 | Houston         | USA  | Gold          | Halbfinale    |               |               |
| LUX     | Pro Tour                    | 1997 | Kalmar          | SWE  | Viertelfinale | Achtelfinale  |               |               |
| LUX     | Pro Tour                    | 1997 | Linz            | AUT  |               | Achtelfinale  |               |               |
| LUX     | Pro Tour                    | 1997 | Gdańsk          | POL  | Silber        | Gold          |               |               |
| LUX     | Pro Tour                    | 1997 | Chiba           | JPN  | Viertelfinale | Viertelfinale |               |               |
| LUX     | Pro Tour                    | 1997 | Fort Lauderdale | USA  | Viertelfinale | Viertelfinale |               |               |
| LUX     | Pro Tour                    | 1997 | Rio de Janeiro  | BRA  | Viertelfinale | Viertelfinale |               |               |
| LUX     | Pro Tour                    | 1997 | Kettering       | ENG  | Halbfinale    | Viertelfinale |               |               |
| LUX     | Pro Tour                    | 1996 | Belgrad         | YUG  | Halbfinale    |               |               |               |
| LUX     | Pro Tour                    | 1996 | Fort Lauderdale | USA  | Viertelfinale |               |               |               |
| LUX     | Pro Tour                    | 1996 | Kettering       | ENG  |               | Viertelfinale |               |               |
| LUX     | WTT Finals                  | 2023 | Nagoya          | JPN  |               | Viertelfinale |               |               |
| LUX     | Pro Tour Grand Finals       | 1999 | Sydney          | AUS  | Viertelfinale |               |               |               |
| LUX     | Pro Tour Grand Finals       | 1998 | Paris           | FRA  | Achtelfinale  |               |               |               |
| LUX     | Pro Tour Grand Finals       | 1997 | Hong Kong       | HKG  | Viertelfinale | Viertelfinale |               |               |
| LUX     | Pro Tour Grand Finals       | 1996 | Tian Jin        | CHN  | Achtelfinale  |               |               |               |
| LUX     | Weltmeisterschaft           | 2024 | Busan           | KOR  |               |               |               | 17.–24. Platz |
| LUX     | Weltmeisterschaft           | 2023 | Durban          | RSA  | letzte 64     | letzte 32     | letzte 64     |               |
| LUX     | Weltmeisterschaft           | 2022 | Chengdu         | CHN  |               |               |               | Achtelfinale  |
| LUX     | Weltmeisterschaft           | 2021 | Houston         | USA  | letzte 32     | Halbfinale    |               |               |
| LUX     | Weltmeisterschaft           | 2019 | Budapest        | HUN  | letzte 128    | letzte 32     | letzte 64     |               |
| LUX     | Weltmeisterschaft           | 2018 | Halmstad        | SWE  |               |               |               | 21            |
| LUX     | Weltmeisterschaft           | 2017 | Düsseldorf      | GER  | letzte 32     | letzte 32     | letzte 64     |               |
| LUX     | Weltmeisterschaft           | 2016 | Kuala Lumpur    | MAS  |               |               |               | 26            |
| LUX     | Weltmeisterschaft           | 2015 | Suzhou          | CHN  | letzte 64     | letzte 64     | letzte 64     |               |
| LUX     | Weltmeisterschaft           | 2014 | Tokio           | JPN  |               |               |               | 17            |
| LUX     | Weltmeisterschaft           | 2013 | Paris           | FRA  | letzte 64     | letzte 32     |               |               |
| LUX     | Weltmeisterschaft           | 2012 | Dortmund        | GER  |               |               |               | 26            |
| LUX     | Weltmeisterschaft           | 2011 | Rotterdam       | NED  | letzte 64     | letzte 32     |               |               |
| LUX     | Weltmeisterschaft           | 2010 | Moskau          | RUS  |               |               |               | 32            |
| LUX     | Weltmeisterschaft           | 2009 | Yokohama        | JPN  |               | letzte 64     |               |               |
| LUX     | Weltmeisterschaft           | 2008 | Guangzhou       | CHN  |               |               |               | 3             |
| LUX     | Weltmeisterschaft           | 2001 | Osaka           | JPN  | Achtelfinale  | letzte 32     |               | 19            |
| LUX     | Weltmeisterschaft           | 2000 | Kuala Lumpur    | MAS  |               |               |               | 26            |
| LUX     | Weltmeisterschaft           | 1999 | Eindhoven       | NED  | Achtelfinale  | Viertelfinale | letzte 64     |               |
| LUX     | Weltmeisterschaft           | 1997 | Manchester      | ENG  | Achtelfinale  | letzte 64     | Rd 2          | 21            |
| LUX     | Weltmeisterschaft           | 1995 | Tianjin         | CHN  | letzte 64     | Qual.         | Qual.         |               |
| LUX     | Weltmeisterschaft           | 1993 | Göteborg        | SWE  | letzte 64     | Achtelfinale  | Qual.         |               |
| LUX     | Weltmeisterschaft           | 1991 | Chiba City      | JPN  | letzte 64     | letzte 64     | letzte 128    |               |
| CHN     | Weltmeisterschaft           | 1985 | Göteborg        | SWE  | Viertelfinale | Silber        | Viertelfinale |               |
| CHN     | Weltmeisterschaft           | 1983 | Tokio           | JPN  | Viertelfinale | Halbfinale    | Gold          | Gold          |
| LUX     | World Cup                   | 2002 | Singapur        | SIN  | 13.–16. Platz |               |               |               |
| LUX     | World Cup                   | 2001 | Wuhu            | CHN  | 4. Platz      |               |               |               |
| LUX     | World Cup                   | 2000 | Phnom Penh      | CAM  | Viertelfinale |               |               |               |
| LUX     | World Cup                   | 1998 | Taipeh          | TPE  | Viertelfinale |               |               |               |
| LUX     | World Cup                   | 1997 | Shanghai        | CHN  | 9.–12. Platz  |               |               |               |
| LUX     | World Cup                   | 1996 | Hong Kong       | HKG  | Viertelfinale |               |               |               |